# Pirey
Pirey est une commune française située dans le département du Doubs, la région culturelle et historique de Franche-Comté et la région administrative Bourgogne-Franche-Comté. Membre de la communauté urbaine Grand Besançon Métropole et distante de 5 km du centre-ville de Besançon, elle comptait 2 179 habitants nommés Piroulets et Piroulettes en 2022.

## Géographie

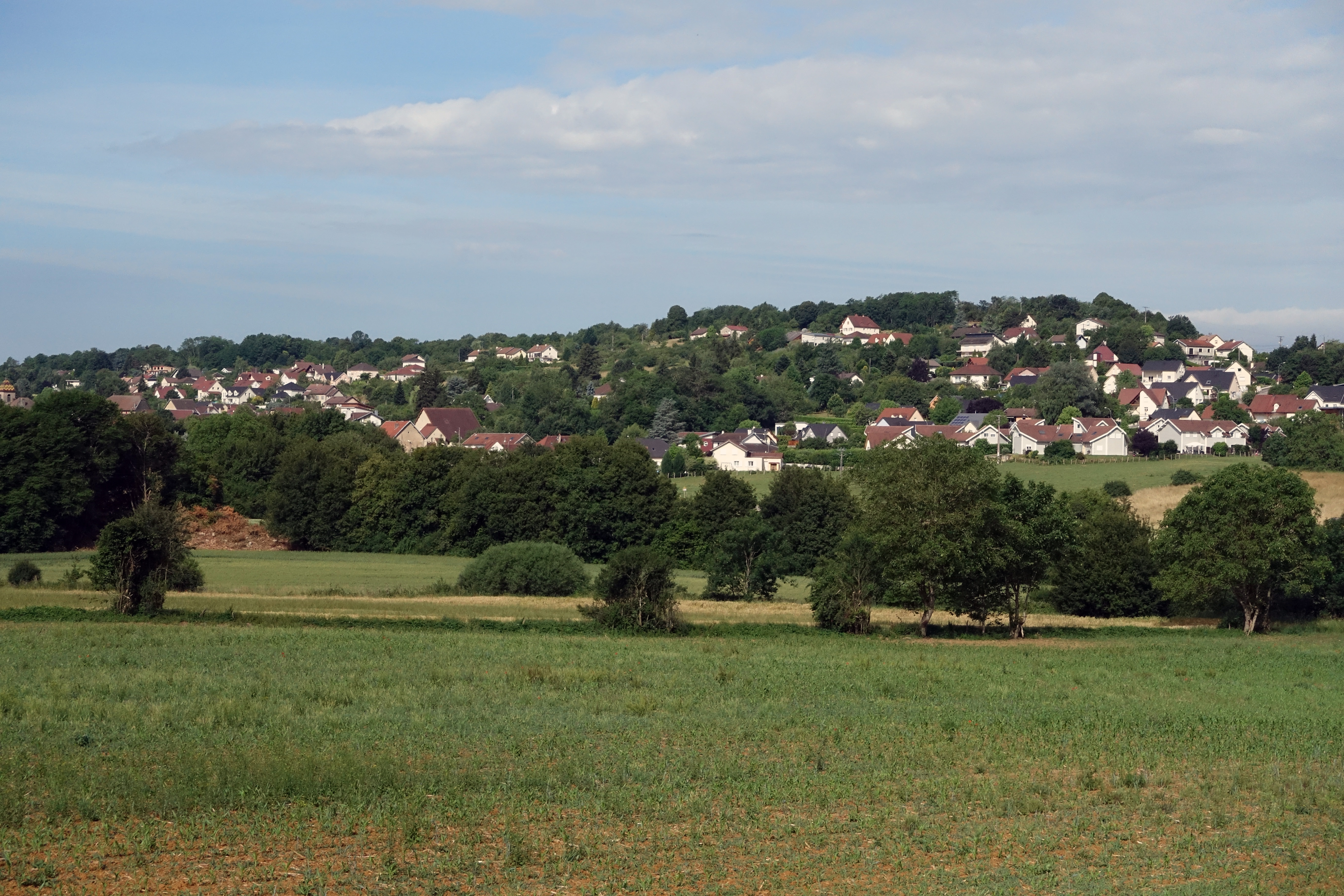
Vue générale.

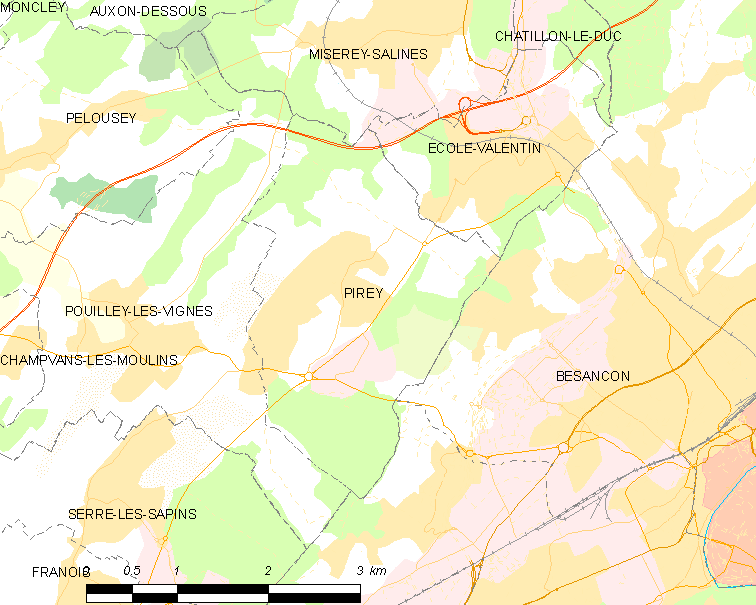
Situation de Pirey.

### Transport
La commune est desservie par les lignes  61  62  63  du réseau de transport en commun Ginko.

### Climat
Pour des articles plus généraux, voir Climat de la Bourgogne-Franche-Comté et Climat du Doubs.
En 2010, le climat de la commune est de type climat des marges montargnardes, selon une étude du Centre national de la recherche scientifique s'appuyant sur une série de données couvrant la période 1971-2000. En 2020, Météo-France publie une typologie des climats de la France métropolitaine dans laquelle la commune est exposée à un climat semi-continental et est dans la région climatique  Jura, caractérisée par une forte pluviométrie en toutes saisons (1 000 à 1 500 mm/an), des hivers rigoureux et un ensoleillement médiocre.
Pour la période 1971-2000, la température annuelle moyenne est de 10,3 °C, avec une amplitude thermique annuelle de 17,3 °C. Le cumul annuel moyen de précipitations est de 1 139 mm, avec 12,3 jours de précipitations en janvier et 9,5 jours en juillet. Pour la période 1991-2020, la température moyenne annuelle observée sur la station météorologique de Météo-France la plus proche, « Besançon », sur la commune de Besançon à 5 km à vol d'oiseau, est de 11,4 °C et le cumul annuel moyen de précipitations est de 1 157,0 mm. 
La température maximale relevée sur cette station est de 40,3 °C, atteinte le 28 juillet 1921 ; la température minimale est de −20,7 °C, atteinte le 9 janvier 1985,,.
Les paramètres climatiques de la commune ont été estimés pour le milieu du siècle (2041-2070) selon différents scénarios d'émission de gaz à effet de serre à partir des nouvelles projections climatiques de référence DRIAS-2020. Ils sont consultables sur un site dédié publié par Météo-France en novembre 2022.

## Urbanisme

### Typologie
Au 1er janvier 2024, Pirey est catégorisée ceinture urbaine, selon la nouvelle grille communale de densité à 7 niveaux définie par l'Insee en 2022.
Elle appartient à l'unité urbaine de Besançon, une agglomération intra-départementale dont elle est une commune de la banlieue,. Par ailleurs la commune fait partie de l'aire d'attraction de Besançon, dont elle est une commune de la couronne,. Cette aire, qui regroupe 310 communes, est catégorisée dans les aires de 200 000 à moins de 700 000 habitants,.

### Occupation des sols
L'occupation des sols de la commune, telle qu'elle ressort de la base de données européenne d’occupation biophysique des sols Corine Land Cover (CLC), est marquée par l'importance des forêts et milieux semi-naturels (38,9 % en 2018), en diminution par rapport à 1990 (40,1 %). La répartition détaillée en 2018 est la suivante : 
forêts (33,6 %), zones urbanisées (22 %), zones agricoles hétérogènes (20,3 %), prairies (9,7 %), zones industrielles ou commerciales et réseaux de communication (9,1 %), milieux à végétation arbustive et/ou herbacée (5,3 %). L'évolution de l’occupation des sols de la commune et de ses infrastructures peut être observée sur les différentes représentations cartographiques du territoire : la carte de Cassini (XVIIIe siècle), la carte d'état-major (1820-1866) et les cartes ou photos aériennes de l'IGN pour la période actuelle (1950 à aujourd'hui).

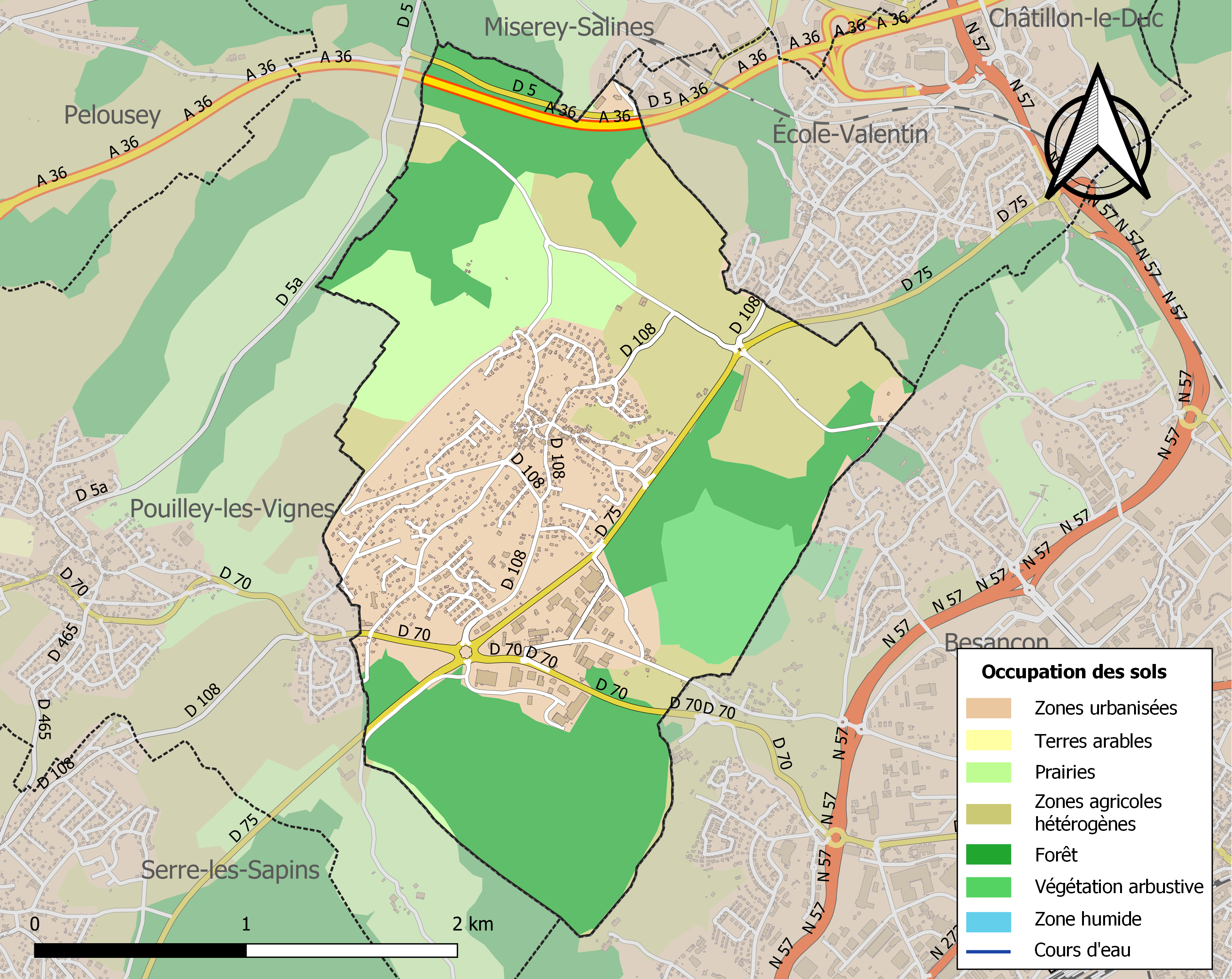
Carte des infrastructures et de l'occupation des sols de la commune en 2018 (CLC).

## Toponymie
Pirey tire sans doute son nom de son sol pierreux.
Son orthographe a évolué au cours du temps : Piré, Pyrei en 1143 ; Pirey en 1178 ; Pire en 1244 ; Pyre en 1285 ; Pirei en 1316 ; Pyrey en 1323 ; de Pireyo en 1394.

## Histoire
La première mention importante de Pirey date de 1334, dans un acte de partage entre Poncart, Guillaume et Jacques de Thoraise, ainsi que Juliette et Antoine Les Grands. En 1477, prisonnier des hommes du roi de France, Hugues de Chalon de Châtel-Guyon, seigneur de Pirey, vendit cette terre à Pierre Despotots pour payer sa rançon.
Divers seigneurs se partagèrent ce territoire au cours des siècles suivants : les familles Despotots, Perrenot, Achey, Gorrevod, Thomassin, Arnoulx de Pirey, ainsi que le chapitre métropolitain de Besançon et l'hôpital du Saint-Esprit.
En 1674, Pirey ressentit les effets désastreux du siège de Besançon par les troupes de Louis XIV. En 1805, la commune acquit une importante partie du mobilier du couvent des Minimes de Consolation. En 1814, le village fut à nouveau ravagé par les troupes d'occupation.

## Blason
| Blason de Pirey | Blason  | Écartelé au 1) d’or au chef de gueules au 2) d’azur au sautoir d’or, au 3) de gueules à la bande d’or, au 4) d’or à la croisette de sinople ; à la fleurs de lys d’argent brochant sur le tout. |
| Blason de Pirey | Détails | Le statut officiel du blason reste à déterminer. |

Le Conseil municipal a, en sa séance du 13 avril 1993, adopté sur proposition du docteur Jean-Marie Thiébaud, président du Conseil français d'héraldique, les armoiries avec le blasonnement ci-dessus.
Ces armoiries rappellent les racines historiques de Pirey et, en particulier, les familles Dramelay (blason d'or surmonté de rouge), Chalon (blason rouge traversé d'une bande d'or) et Despotots (fleur de lys), dont le destin a été lié à la commune dès le Moyen Âge. d'azur au sautoir d'or  rappelle en partie les armes de la famille Arnoulx de Pirey (qui se déclinent ainsi : « d'azur au sautoir d'or accompagné de 2 roses tigées d'argent en chef et en pointe d'un croissant de même ») ; la petite croix évoque le transfert à Pirey, en 1805, d'une partie importante du mobilier religieux de Consolation, aujourd'hui classée à l'Inventaire général du patrimoine culturel et restaurée au début des années 1980.
Armoiries de la famille Arnoulx de Pirey

## Politique et administration

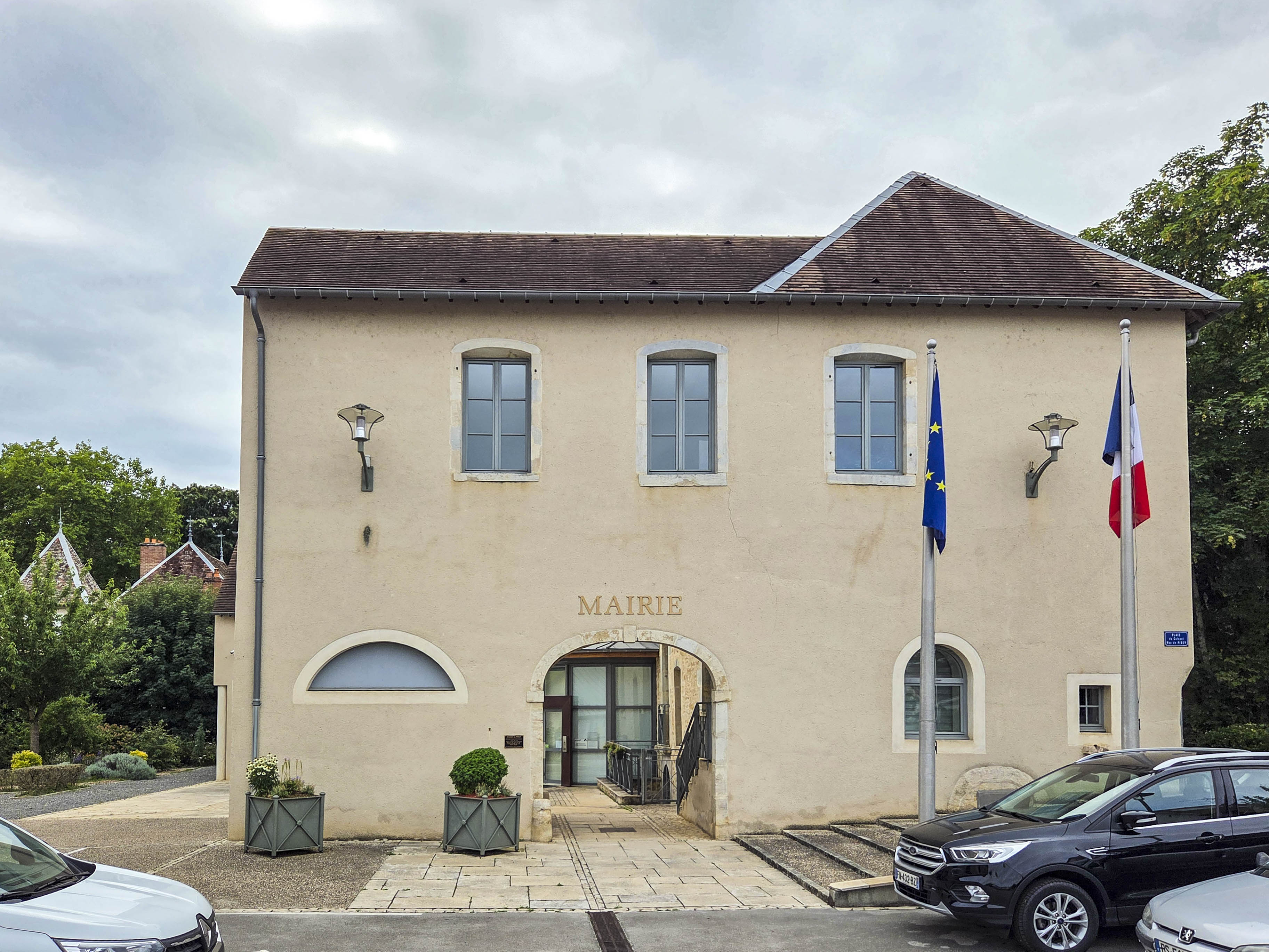
La mairie.

### Liste des maires
| Période                                  | Période  | Identité           | Étiquette       | Qualité |
| ---------------------------------------- | -------- | ------------------ | --------------- | --- |
| 1975                                     | 1989     | Pierre Maître      |                 | |
| 1989                                     | mai 2020 | Robert Stepourjine | UMP → LR        | Professeur à l'ENSMM retraité 5e vice-président de Grand Besançon Métropole (2014 → 2020 ) Réélu en 1995, 2001, 2008 et 2014. Ne souhaite pas se représenter en 2020.                                             |
| mai 2020                                 | En cours | Patrick Ayache     | SE apparenté PS | Onzième vice-président du conseil régional de Bourgogne-Franche-Comté. Depuis l’élection régionale de 2021, neuvième vice-président de la région Bourgogne-Franche-Comté chargé du tourisme et de l’attractivité. |
| Les données manquantes sont à compléter. |          |                    |                 | |

## Démographie
L'évolution du nombre d'habitants est connue à travers les recensements de la population effectués dans la commune depuis 1793. Pour les communes de moins de 10 000 habitants, une enquête de recensement portant sur toute la population est réalisée tous les cinq ans, les populations de référence des années intermédiaires étant quant à elles estimées par interpolation ou extrapolation. Pour la commune, le premier recensement exhaustif entrant dans le cadre du nouveau dispositif a été réalisé en 2006.

En 2022, la commune comptait 2 179 habitants, en évolution de +6,34 % par rapport à 2016 (Doubs : +1,88 %, France hors Mayotte : +2,11 %).
| 1793 | 1800 | 1806 | 1821 | 1831 | 1836 | 1841 | 1846 | 1851 |
| ---- | ---- | ---- | ---- | ---- | ---- | ---- | ---- | ---- |
| 405  | 419  | 450  | 384  | 436  | 458  | 482  | 473  | 442  |

| 1856 | 1861 | 1866 | 1872 | 1876 | 1881 | 1886 | 1891 | 1896 |
| ---- | ---- | ---- | ---- | ---- | ---- | ---- | ---- | ---- |
| 435  | 443  | 441  | 441  | 449  | 493  | 424  | 407  | 358  |

| 1901 | 1906 | 1911 | 1921 | 1926 | 1931 | 1936 | 1946 | 1954 |
| ---- | ---- | ---- | ---- | ---- | ---- | ---- | ---- | ---- |
| 334  | 341  | 335  | 306  | 322  | 338  | 301  | 289  | 320  |

| 1962 | 1968 | 1975 | 1982  | 1990  | 1999  | 2006  | 2011  | 2016  |
| ---- | ---- | ---- | ----- | ----- | ----- | ----- | ----- | ----- |
| 404  | 459  | 818  | 1 055 | 1 234 | 1 441 | 1 694 | 2 024 | 2 049 |

| 2021  | 2022  | - | - | - | - | - | - | - |
| ----- | ----- | - | - | - | - | - | - | - |
| 2 153 | 2 179 | - | - | - | - | - | - | - |

## Patrimoine et monuments
- Église Saint-Martin du XVIIe siècle, restaurée au XVIIIe siècle, et réaménagée entre 1828 et 1867. Elle possède une quarantaine d'œuvres d'art classées.
- Petit château à tours d'angle, relais de chasse du XVIIe siècle, agrandi à la fin du XIXe siècle et entouré d'un parc (propriété privée, peu visible de l'extérieur).
- Chapelle privée du XVIIIe siècle (construite en 1760) dédiée à Notre-Dame d'Einsiedeln.
- Deux cabordes, abris de vignerons mesurant six mètres de diamètre, construites en pierres sèches ramassées sur les terrains environnants, avec une voûte encorbellée[22].

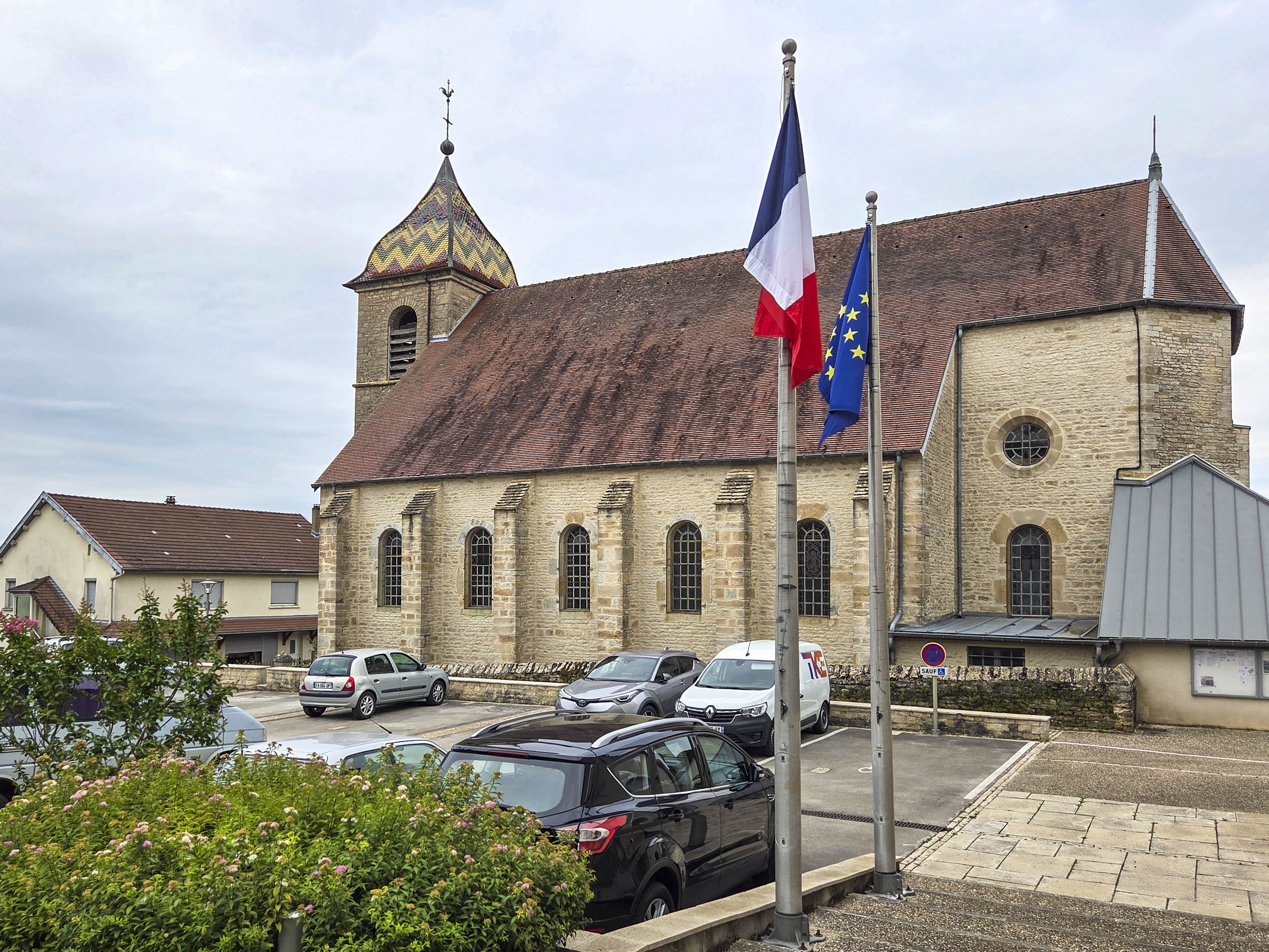
L'église Saint-Martin.
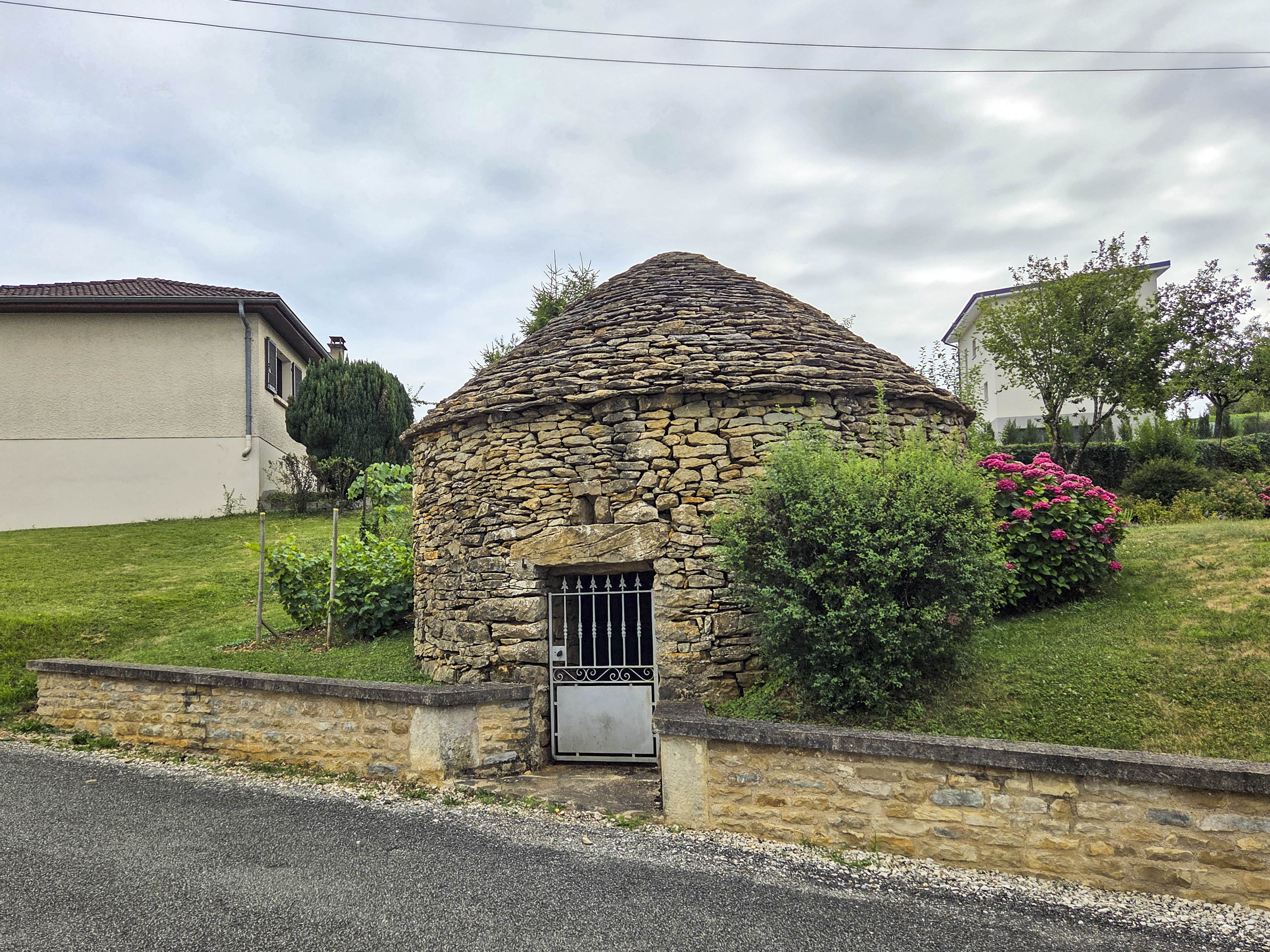
La caborde du chemin de la Roche.
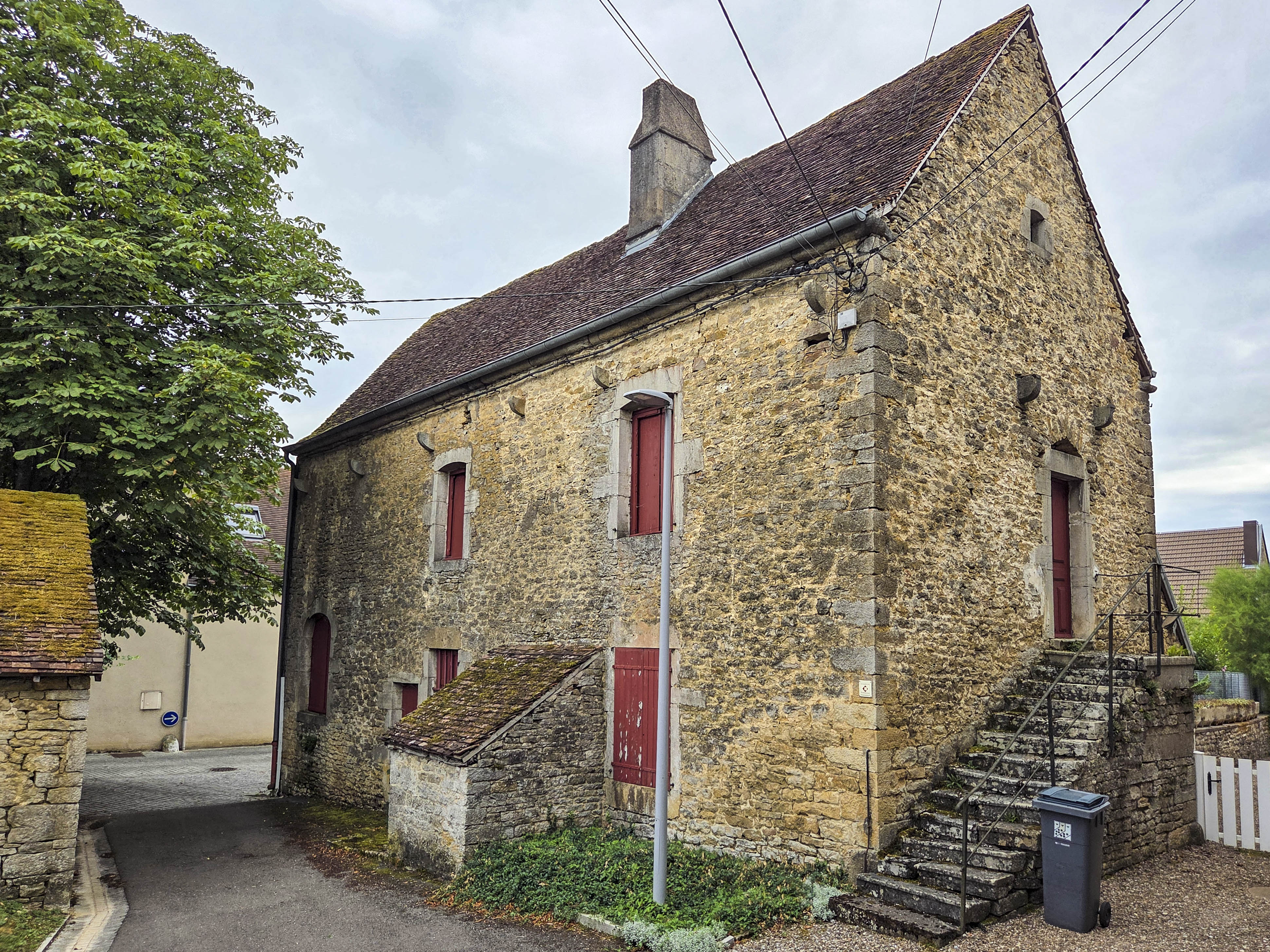
La maison vigneronne.
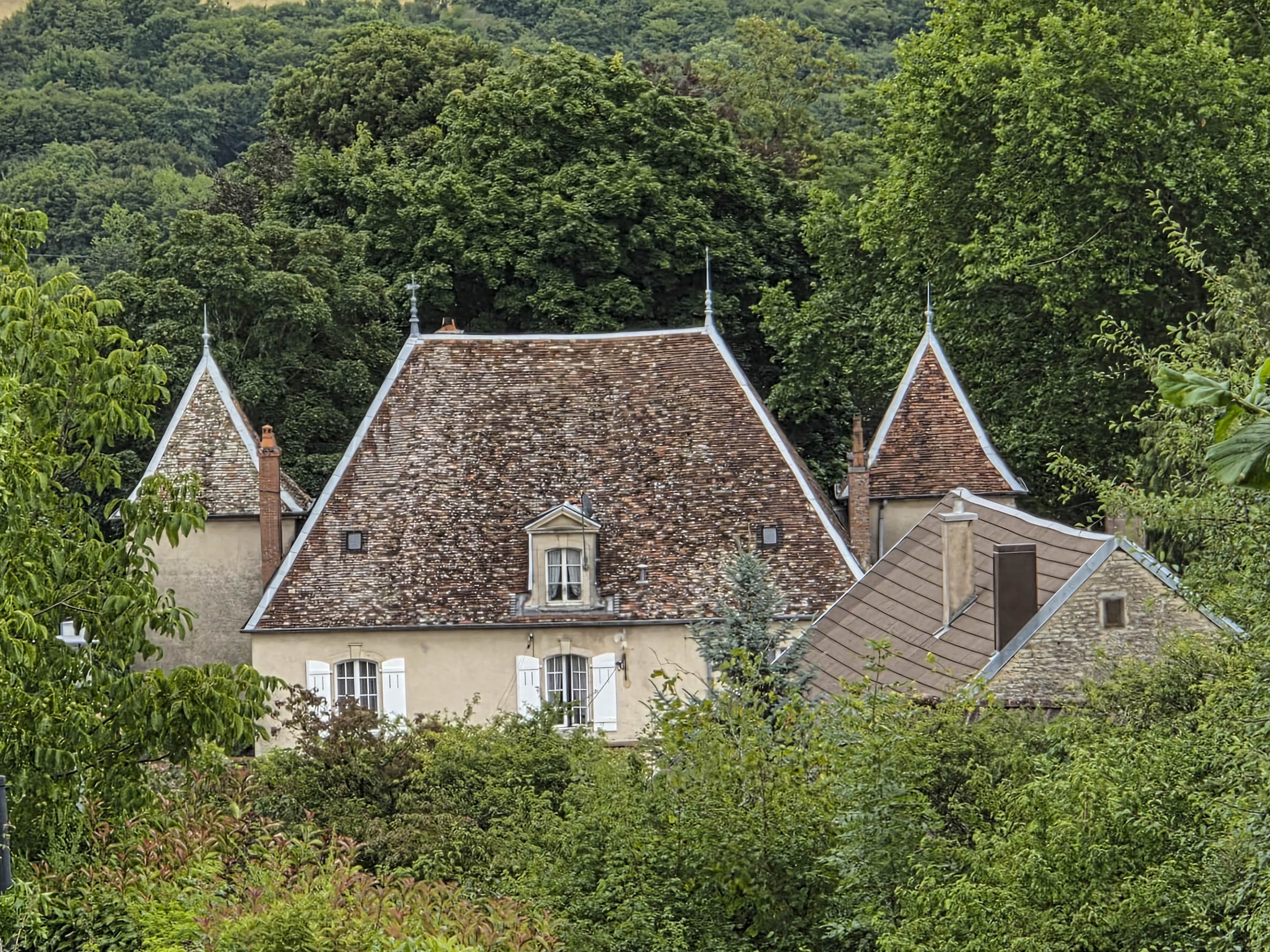
Le château.

## Presse
À Pirey, on compte deux journaux locaux :
- le Pirey MAG : journal trimestriel que tous les Piroulets reçoivent gratuitement dans leurs boîtes aux lettres. Depuis l'installation de la nouvelle équipe municipale, le journal d'information municipal, désormais publié tous les trois mois, a été renommé Pirey mag. À la différence de son ancienne version, le Pirey mag comporte un article écrit par l'opposition municipale.
- Le clos du moulin : il a été créé en mai 2018 à l’occasion de la fête des voisins ; il est distribué gratuitement aux habitants du Clos du moulin qui le souhaitent tous les quatre mois.